# ساو لويس غونزاغا دو مارانهاو
ساو لويس غونزاغا دو مارانهاو بلدية تقع في ولاية مارانهاو في المنطقة الشمالية الشرقية من البرازيل.